# Baissoptera euneura
Baissoptera euneura là một loài côn trùng trong họ Baissopteridae thuộc bộ Raphidioptera. Loài này được Ren miêu tả năm 1997.